# قاموس اللغة الإنجليزية الأمريكية
قاموس اللغة الإنجليزية الأمريكية في المبادئ التاريخية (DAE) هو قاموس للمصطلحات التي تظهر باللغة الإنجليزية في الولايات المتحدة نشر في أربعة مجلدات من عام 1938 إلى عام 1944 من قبل مطبعة جامعة شيكاغو. كان الهدف من إنشاؤه متابعة ما توقف عنده قاموس أوكسفورد الإنجليزي، وهو يغطي الكلمات والعبارات الإنجليزية الأمريكية التي استخدمت في بداية المستوطنات الإنجليزية الأولى حتى بداية القرن العشرين.

## التاريخ
بدأ العمل على القاموس في عام 1925 بواسطة ويليام كرايج.
ظهر المجلد الأول في عام 1936 أشرف عليه جيمس آر هولبرت، أستاذ اللغة الإنجليزية بجامعة شيكاغو.  تم الانتهاء من إصدار أربعة مجلدات بمساعدة جورج واتسون و ألين ووكر ريد.  حيث قامت المجموعة بتسليط الضوء على الأدبيات التي تصور اللهجات الإقليمية الأمريكية ، بما في ذلك ثلاث روايات من عشرينيات وثلاثينيات القرن التاسع عشر التي كتبها جون نيل.
كان ذلك العمل أحد مصادر قاموس الأمريكية 1952، الذي تم تحت إشراف ميتفورد ماثيوز. فيما بعد قاموا بعمل جديد وهو قاموس اللغة الإنجليزية الإقليمية الأمريكية لإظهار اختلاف اللهجات.

## المجلدات
- I. A-Corn patch.
- II. Corn pit-Honk.
- III. Honk-Record.
- IV. Recorder-Zu-zu, Bibliography (p. 2529-2552)